# زگام، قاخ
زگام (به لاتین: Zəyəm) یک منطقه مسکونی در جمهوری آذربایجان است که در شهرستان قاخ واقع شده است. زگام ۱۵۵۳ نفر جمعیت دارد.